# Lilla Salskär (vid Trunsö, Nagu)
Lilla Salskär är en ö nära Skäriråsen i Nagu,  Finland. Den ligger i Skärgårdshavet i Pargas stad i landskapet Egentliga Finland, i den sydvästra delen av landet. Ön ligger omkring 3 kilometer nordost om Skäriråsen, 39 kilometer söder om Nagu kyrka, 72 kilometer söder om Åbo och omkring 180 kilometer väster om Helsingfors. Närmaste allmänna förbindelse är förbindelsebryggan vid Trunsö som trafikeras av M/S Nordep. Lilla Salskär ligger 4 meter över havet.
Öns area är 3,4 hektar och dess största längd är 280 meter i nord-sydlig riktning.